# Сербенська Олександра Антонівна
Олекса́ндра Анто́нівна Сербенська (нар. 1 березня 1929, Золотий Потік) — українська мовознавиця, доктор філологічних наук, професор катедри телебачення і радіомовлення Львівського національного університету ім. Івана Франка, професор катедри видавничої справи і редагування Української академії друкарства, академік АН Вищої школи України, дійсний член Наукового товариства ім. Т. Шевченка. Авторка понад 200 публікацій з питань української термінології, культури української мови, лінгводидактики, франкознавства, зокрема словників, посібників, монографій. Заслужений професор Львівського національного університету імені Івана Франка.

## Біографія
Народилася 1 березня 1929 року в містечку Золотий Потік (нині Чортківський район, Тернопільська область, Україна). Батько був торгівцем, керував «щадничою Спілкою», мав власну кам'яницю в центрі містечка, де часто збиралася інтеліґенція. Після приходу совітів будинок «націоналізували», родину з 4-ма дітьми прихистив о. Йосиф Савраш у парафіяльному будинку. Антон Сербенський помер 1944 року. Родинна кам'яниця за часів Незалежності була приміщенням селищної ради (ІІ-й поверх).
У 1944—1945 роках працювала бухгалтером у Золотопотіцькому райфінвідділі Тернопільської області. У 1947—1948 роках була бібліотекарем Бучацької середньої школи, потім працювала вчителькою Нагірянської семирічної школи (Бучацький район).
У 1951—1958 роках — студентка філологічного факультету Львівського педагогічного інституту (тепер Дрогобицький педагогічний університет). З 1959-го працювала у Львівському університеті: старша лаборантка кафедри іноземних мов, невдовзі — викладачка. У 1967—1972 роках — доцентка катедри української мови філологічного факультету.
У 1973—1985 рр. — доцентка катедри стилістики та редагування факультету журналістики. Від 1985-го до 1997 року очолювала катедру мови ЗМІ на факультеті. Нині — професорка катедри телебачення та радіомовлення.
Авторка понад 200 публікацій з питань української термінології, культури української мови, лінгводидактики, франкознавства, зокрема словників, посібників, монографій: «Антисуржик. Вчимося ввічливо поводитись і правильно говорити» (1993), «Феномен рідної мови в інтерпретації Івана Франка» (1997), «Нові тенденції у мові сучасної преси» (1998), «Мова преси як естетичний стереотип епохи» (2000), «Феномен усного мовлення» (2000), «Інновації в мові сучасних мас-медіа» (2001), «Актуальні проблеми екології української мови та сучасні засоби масової комунікації» (2002) та ін.
Є прихильницею транслітерації імен та прізвищ іноземців українською мовою відповідно до європейської практики. На думку вченої, така тенденція має перемогти, щоб ми змогли відхилитись від того, що нам накинули з Москви з метою зменшити відмінності між українською та московською мовами. Також вважає, що сучасний правопис має багато змосковщених норм. Наприклад, слова «міністр», «магістр», «Олександр» повинні знову, як у правописі 1928 року, писатись відповідно «міністер», «магістер», «Олександер», як і «Дністер».

## Наукова діяльність
Авторка понад 200 публікацій з питань української термінології, культури української мови, лінгводидактики, франкознавства, автор і співавтор словників, посібників, монографій. Окремі видання:
- Українська мова. Практикум. Допущено Міністерством вищої і середньої спеціальної освіти УРСР як навчальний посібник для студентів факультетів журналістики університетів. — К., 1983. — 142 с. (у співавторстві).
- Словник паронімів української мови. — К., 1986. — 221 с.; 2-е вид. доп. — К., 2008. — 320 с. (співавтор Гринчишин Д.).
- Мова преси в контексті вимог перебудови. 1989.
- Словник труднощів української мови. Близько 15000 слів / За ред. С. Я. Єрмоленко. — К., 1989. — 336 с. (у співавторстві).
- Терміни і вирази з інформатики. Методичні рекомендації для самостійної роботи студентів факультету прикладної математики. — Львів, 1990. — 158 с. (у співавторстві).
- Украинский язык для начинающих — Львів, 1991. — 238 с. (співавтор Терлак З.).
- Основи мовотворчості журналіста в інтерпретації Івана Франка: Тексти лекцій. — Львів, 1993. — 111 с.
- Антисуржик: Вчимося ввічливо поводитись і правильно говорити. Навч. видання / За заг. ред. О. Сербенської. — Львів, 1994. — 150 с. (у співавторстві)
- Словник-довідник з культури української мови. — Львів, 1996. — 368 с. [Авторський колектив: Д. Гринчишин, А. Капелюшний, О. Сербенська, З. Терлак].
- Українська мова. Практикум: Навч. посібник для студентів гуманітарних спеціальностей вищих закладів освіти. — К., 2000. — 384 с. Співавтори: Пазяк О. М., Фурдуй М. І., Шевченко Л. Ю.
- Актуальне інтерв'ю з мовознавцем: 140 запитань і відповідей: Наук.-популярне видання. — К., 2001. — 206 с. (співавтор Волощак М.).
- Практичний словничок нормативних висловів: Довідкове видання. — Львів, 2002. — 35 с.
- Культура усного мовлення. Практикум. — Львів, 2003. — 212 с.; — К., 2004. — 216 с.
- Екологія українського слова. Практичний словник-довідник. — Львів, 2003. — 68 с. (співавтор М. Білоус).
- Мовний світ Івана Франка. Статті, роздуми, матеріали. Монографія. — Львів, 2006. — 372 c.
- Франкові думки про мову / Упор, і автор вступного слова О. Сербенська. — Львів, 2006. — 50 с.
- Основи телетворчості. Практикум. Навчальне видання. — Львів, 2007. — 112 с. (у співавторстві).
- Голос і звуки рідної мови. — Львів: Апріорі, 2020.

## Журнальні публікації
Вибрані статті:
- Про розроблення української юридичної термінології // Радянське право. — 1958. — Ч. 4. — С. 106—112.
- З історії вивчення української юридичної термінології // Питання слов'янського мовознавства. — 1963. — Кн. 7–8. — С. 179—189.
- Іван Франко — видатний дослідник української фразеології // Українське літературознавство. — Львів, 1969. — Вип. 7. — С. 160—165.
- Вивчення складноскорочених слів (у 4 кл.) // Українська мова і література в школі. — 1971. — Ч. 3. — С. 69–71.
- Сучасна українська літературна мова (Методичні вказівки до вивчення курсу сучасної української літературної мови на І курсі за спеціальністю журналістика). — Львів, 1973. — 11 с.
- Словник мови художніх творів Івана Франка (пробний зошит) // Іван Франко. Статті і матеріали: Респ. міжвідом. зб. — Українське літературознавство. — Львів, 1976. — Вип. 26. — С. 86–89.
- Рецензія. Трофимович К. К. Верхнелужицко-русский словарь. — М.; Бауцен: Русск. яз. — Нар. Изд-во Домовина, 1974 // Проблеми слов'янознавства. — 1977. — Вип. 15. — С. 126—130.
- Мова масово-політичної інформації: Нові дослідження українських вчених // Журналіст України. — 1980. — Ч. 11. — С. 41–43.
- Активні словотворчі процеси в мові сучасної преси (Деякі питання іменникового словотвору) // Вісник Львів. ун-ту. Сер. Журналістика. — 1980. — Вип. 11: Журналістика і життя. — С. 89–95.
- Словник — настільна книга вчителя і учня // Українська мова і література в школі. — К., 1987. — Ч. 6. — С. 33–38.
- Про культуру мови місцевої преси // Культура слова: Респ. міжвідом. зб. — К.,1988. — Ч. 35. — С. 33–38.
- Журналістська творчість у концепції І.Франка // Українське літературознавство: Респ. міжвідом. зб.: Львів, 1989. — Вип. 52: Іван Франко. Статті і матеріали. — С. 75–80.
- Духовність — мірило праведноє // Культура слова. — К., 1990. — Вип. 39. — С. 26–30.
- Мова засобів масової інформації і пропаганди як виразник культури соціальної сфери // Українська мова і сучасність: Зб. наук. праць. — К., 1991. — С.43–49.
- Рецензія. Василь Лизанчук. Навічно кайдани кували. Факти, документи, коментарі про русифікацію в Україні. — Львів, 1995. — 414 с. // Записки НТШ: Праці філологічної секції. — Львів, 1997. — Т. CCXXXIV. — С. 674—679.
- Мова преси як естетичний стереотип епохи // Зб. праць кафедри української преси. — Львів, 2000. — Вип. 3. — С. 311—318.
- Феномен усного мовлення // Телевізійна й радіожурналістика: Зб. наук.-метод. праць. — Львів, 2000. — Вип. 3. — С. 349—358.
- Роль аудіовізуальних засобів у творенні звукового образу Держави // Слово і суспільство: Зб. наук. праць. — К., 2000. — Ч. ІІ. — С. 42–46.
- Засоби масової інформації і проблеми екології української мови // EX PROFESSO: Зб. наук. праць. — Дніпропетровськ, 2001. — Вип. 3. — С. 436—438.
- Утворення з най- в українській мові // «З його духа печаттю…». Зб. наук. праць на пошану проф. Івана Денисюка. — Львів, 2001. — Т. 2. — С. 181—187.
- Дещо про культуру мови і культуру слова // Дзвін. — 2001. — Ч. 9. — С. 137—148.
- Інновації в мові сучасних мас-медіа // 125 років Наук. тов. ім. Шевченка: Зб. наук. праць і мат. — Львів, 2001. — С. 138—157.
- Ефірне мовлення у взаєминах з усною мовою // Телевізійна й радіожурналістика: Зб. наук.-метод. праць. — Львів, 2002. — Вип. 4. — С. 121—127.
- Рецензія. Надія Зелінська. Поетика приголомшеного слова. Українська наукова література XIX — початку ХХ ст. — Львів: вид-во «Світ», 2003. — 352с. // Записки Наукового товариства імені Шевченка. — Т. CCXLVI. Праці філологічної секції. — Львів, 2003. — С. 710—713.
- Факультет журналістики, українська мова і я — словесник україніст // Пам'ять століть. Україна. Історичний науковий та літературний журнал. — 2004. — № 3-4. — С. 158—166.
- Мовлене слово у життєсвіті Івана Франка // Пресознавчі студії: історія, теорія, методологія. Збірник праць кафедри української преси і Дослідницького центру історії західноукраїнської преси. Вип. 1 (7). — Львів, 2006. — С. 78–92.
- Педагог. Учений. Патріот. Спогади про Вчителя [Архівовано 22 серпня 2016 у Wayback Machine.] // Юліан Редько (1905—1993): Статті. Спогади. Матеріали / Упоряд. Т. Кульчицька. — НАН України. ЛНБ ім. В. Стефаника. — Львів, 2006. — С. 335—350.
- Соціолінгвістичні засади Івана Франка // Вісник НТШ. — Число 35. — 2006. — С. 14–17.
- Українська мова і соціум в інтерпретації Івана Франка // Вісник Львівського університету. Серія філологічних наук. — Львів, 2006. — Вип. 38. — 4.2. — С. 21–27.
- Пережите й передумане // Наливайко О. В калейдоскопі перепитій. — Тернопіль, 2007. — С. 77–89.
- Рецензія. Роксолана Зорівчак. Боліти болем слова нашого… — Львів, 2005. — 295 с. // Вісник Наукового товариства імені Тараса Шевченка. — 2007. — Ч. 38. — С. 54–56.
- Рецензія. Острозька Біблія / Опрацював та приготовив до друку єромонах архимандрит доктор Рафаїл (Турконяк Рафаїл). — Львів, 2006. — 1006 с. // Вісник Наукового товариства імені Тараса Шевченка. — 2007. — Ч. 38. — С. 52–53.

## Нагороди, відзнаки
- Орден княгині Ольги III ступеня (10 жовтня 2011) — «за вагомий особистий внесок у розвиток національної освіти, підготовку висококваліфікованих фахівців, багаторічну плідну науково-педагогічну діяльність та з нагоди 350-річчя Львівського національного університету імені Івана Франка»[6]
- Заслужений професор Львівського національного університету імені Івана Франка
- Орден Лева (Львів) (3 травня 2019) — «за щиру любов до української мови, віддану й невтомну науково-педагогічну і дослідницьку працю, реалізацію творчого потенціалу молодого покоління»[7]